# Pastovce
Pastovce (Hongaars: Ipolypásztó) is een Slowaakse gemeente in de regio Nitra, en maakt deel uit van het district Levice.
Pastovce telt 542 inwoners.